# Порушення зору

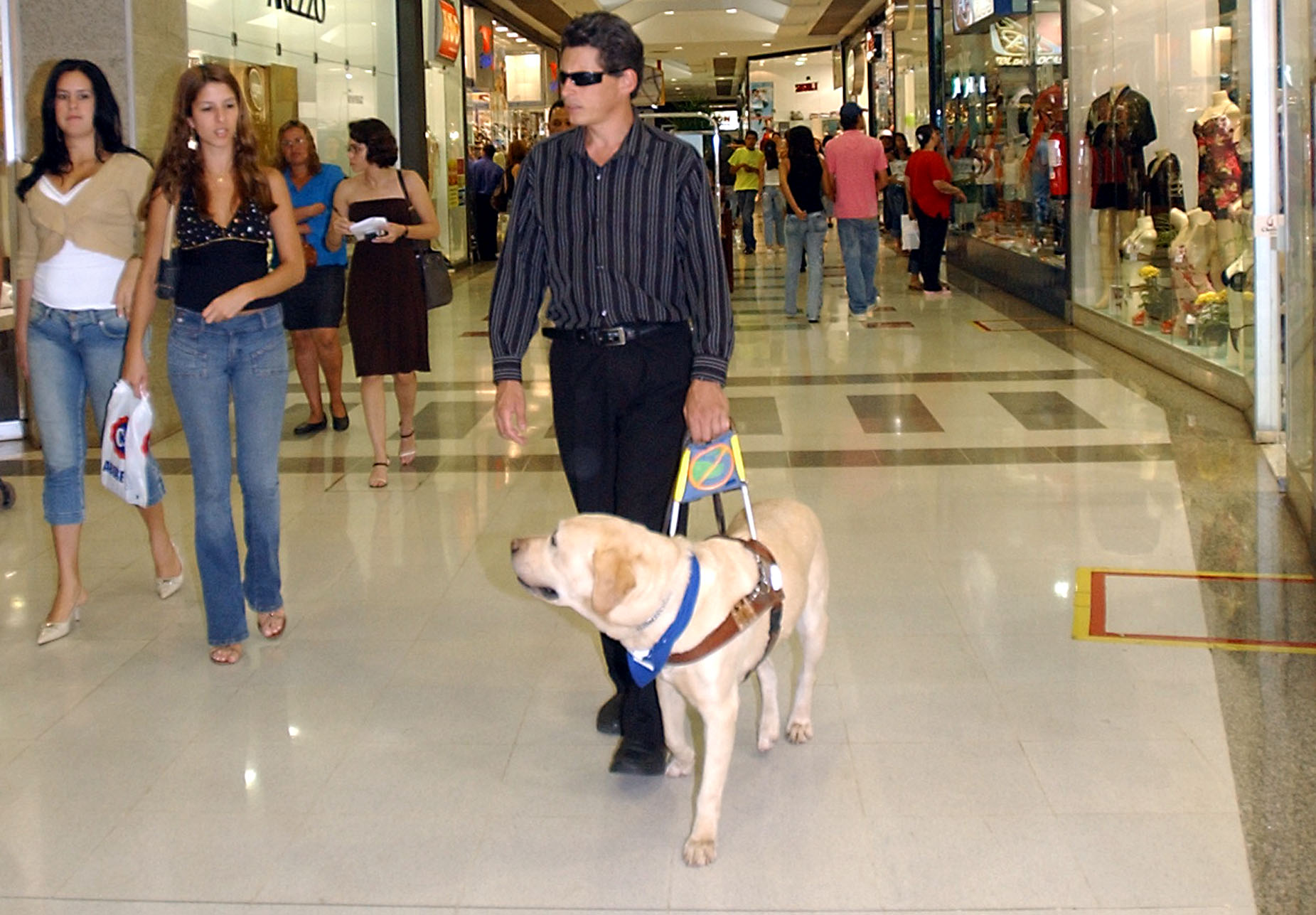
Людина із порушенням зору та собакою-поводирем

Порушення зору — це часткова або повна нездатність бачити. За відсутності лікування, такого як коригуючі окуляри, допоміжні пристрої та медичне лікування, порушення зору можуть спричинити індивідуальні труднощі зі звичайними щоденними завданнями, включаючи читання та ходьбу.
Порушення зору означає, що зір людини не можна виправити до «нормального» рівня.
Погіршення зору може бути спричинене втратою гостроти зору, коли око не бачить предмети так чітко, як зазвичай. Це також може бути спричинено втратою поля зору, коли око не може бачити таку широку область, як зазвичай, без руху очей або повороту голови.
Найпоширенішими причинами погіршення зору в усьому світі є некориговані порушення рефракції (43 %), катаракта (33 %) і глаукома (2 %). Порушення рефракції включають короткозорість, далекозорість, пресбіопію та астигматизм. Катаракта є найчастішою причиною сліпоти.  Інші розлади, які можуть викликати проблеми із зором, включають вікову дегенерацію жовтої плями, діабетичну ретинопатію, помутніння рогівки, дитячу сліпоту та ряд інфекцій. Порушення зору також можуть бути спричинені проблемами в мозку через інсульт, передчасні пологи або травми, серед іншого. Ці випадки відомі як коркові порушення зору. Скринінг проблем із зором у дітей може покращити майбутній зір і освітні досягнення. Скринінг дорослих без симптомів приносить невизначену користь.  Діагноз встановлюється за допомогою очного огляду .
За оцінками Всесвітньої організації охорони здоров'я (ВООЗ), 80 % порушень зору можна запобігти або вилікувати.

## Класифікація
За ступенем порушення порушення зору класифікають на:
Помірні порушення зору:
- Гострота зору: від 20/70 до 20/160

Важкі порушення зору:
- Гострота зору: від 20/200 до 20/400 та/або
- Поле зору: 20 градусів або менше

Глибоке порушення зору:
- Гострота зору: від 20/500 до 20/1000 та/або
- Поле зору: 10 градусів або менше[4]

За локалізацією або впливом на сприйняття світла:
- Порушення центрального зору (нездатність бачити предмети в центрі зору);
- Порушення периферичного (бокового) зору (нездатність бачити речі куточками очей);
- Куряча сліпота (нездатність бачити при слабкому освітленні);
- Розмитий або туманний зір.[5]

## Тимчасове погіршення зору
Погіршення зору на кілька секунд або хвилин може виникнути через будь-яку з різноманітних причин, деякі з яких є серйозними та потребують медичної допомоги.

## Причини порушення зору

### Травма очей
Травма очей під час гри, на роботі або внаслідок нещасного випадку може призвести до втрати та погіршення зору.
Зокрема, пошкодження рогівки є найчастішою причиною втрати зору.

### Спадкові стани сліпоти та порушення зору
Пігментний ретиніт є найчастішою причиною спадкової сліпоти.

### Інфекції очей
Іноді, якщо мати перенесла вірусну інфекцію, наприклад кір, яка передається від матері плоду, що розвивається під час вагітності, дитина може народитися зі сліпотою або порушенням зору.
Трахома очей, викликана заразним мікроорганізмом під назвою Chlamydia trachomatis, також може погіршити зір. Це спостерігається в країнах, що розвиваються, і в слаборозвинених країнах із поганим водопостачанням і санітарними умовами.

### Амбліопія
Це в основному погіршення зору на одне око через відсутність його використання в ранньому дитинстві.
Це спостерігається при косоокості або «ледачому оці», оскільки обидва очі по-різному проектують і надсилають різні повідомлення в мозок, а потім мозок може вимкнути або придушити зображення від слабшого ока.
Це зупиняє розвиток слабшого ока, що призводить до амбліопії в цьому оці.

### Катаракта
Помутніння частини або всього кришталика ока. Зазвичай кришталик прозорий, щоб пропускати світло, яке фокусується на сітківці. Катаракта перешкоджає легкому проходженню світла через кришталик, що призводить до втрати зору.
Цей стан зазвичай вражає людей похилого віку. Катаракта є основною причиною сліпоти у світі (47,8 %) порівняно з іншими захворюваннями очей.

### Діабетична ретинопатія
Діабет вражає дрібні кровоносні судини сітківки. При пошкодженні це призводить до погіршення зору.
Це найпоширеніша причина сліпоти та погіршення зору в Сполучених Штатах.

### Глаукома
Цей стан виникає через підвищення тиску в очах. Підвищення тиску погіршує зір через пошкодження зорового нерва.
Це може спостерігатися у літніх людей, а також у деяких немовлят, які народжуються з цим захворюванням.

### Вікова макулярна дегенерація
Вікова макулярна дегенерація, що є прогресуючою втратою гостроти зору через пошкодження макули, яка є найбільш чутливою частиною сітківки. Ризик ВМД підвищується у тих, хто піддається надмірному сонячному світлу, і тих, хто надмірно курить.

### Порушення зору, пов'язані зі СНІДом
Це зазвичай спричинено вірусними інфекціями очей, які називаються цитомегаловірусом або цитомегаловірусним ретинітом. Приблизний відсоток хворих на СНІД, у яких розвинеться ЦМВ-ретиніт, становить від 20 до 40 %.

### Рак очей
Ретинобластома — найпоширеніший рак очей у дітей. Щорічно діагностується від 300 до 400 нових випадків.

## Профілактика порушення зору
Для профілактики порушень зору рекомендується:
- Проходити регулярні комплексні огляди у офтальмолога;
- Носити сонцезахисні окуляри та захисні окуляри, щоб захистити очі;

- Регулярна фізична активність;

- Підтримка здорової ваги;
- Кинути палити;
- Здорове харчування.